# Suzhou
Suzhou (chin. 苏州市 / 蘇州市, Sūzhōu Shì, W.-G. Su-chou) este un oraș în Estul Republicii Populare Chineze în apropiere de Shanghai. Deoarece orașul este străbătut de canale, este surpranumit și "Veneția Orient". Orașul dispune de legături de transport bune astfel că profită din plin de pe urma dezvoltării rapide a Chinei.

## Educație
- Kedge Business School